# Paul Blau
Paul Blau (ur. 15 maja 1861 w Suhl, zm. 19 grudnia 1944 w Poznaniu) – niemiecki duchowny ewangelicki, teolog, superintendent generalny Ewangelickiego Kościoła Unijnego w Polsce z siedzibą w Poznaniu.

## Życiorys
Jego ojcem był Otto Blau, pruski dyplomata i orientalista, w związku z czym część dzieciństwa spędził w Sarajewie. Studia teologiczne odbył na uniwersytetach w Berlinie i w Tybindze. W 1885 został pastorem w Haynrode, następnie do 1897 w Jüterbog, a w latach 1897–1902 był kapelanem szpitala Cesarzowej Augusty w Berlinie. Od 1902 do 1910 był kaznodzieją dworskim (de: Hofprediger) i superintendentem w Wernigerode (Harz). W 1909 założył tam Seminarium Apologetyczne, od 1932 Akademię Lutra w Sondershausen, obecnie z siedzibą w Ratzeburgu. Urząd generalnego superintendenta w Poznaniu pełnił w latach 1910-1944, do 1918 w Prowincji Poznańskiej Prus, następnie, w czasach II Rzeczypospolitej do 1939 w Wielkopolsce i na Pomorzu, w końcu pod okupacją niemiecką znowu w Poznańskiem. W kwestiach narodowych reprezentował niemiecki punkt widzenia, ale starał się też o duszpasterstwo polskiej mniejszości współwyznawców, a nawet – w dobie zaboru – wysunął postulat, by język polski stał się przedmiotem nauczania w szkolnego w regionie także dla dzieci niemieckich.
Po odzyskaniu niepodległości przez Polskę, stał się jednym z przywódców mniejszości niemieckiej, starając się bezskutecznie o zachowanie więzi administracyjnych z macierzystym pruskim Kościołem Ewangelickim Unii Staropruskiej. Niechętnie traktował rozwój polskich parafii ewangelicko-augsburskich w Wielkopolsce i na Pomorzu, zaś kontakty z warszawskim biskupem Juliuszem Bursche cechowała wzajemna nieufność.
W okresie międzywojennym był wykładowcą Ewangelickiego Seminarium Kaznodziejskiego i Szkoły Teologicznej w Poznaniu.
We wrześniu 1939, mimo niechęci do ideologii nazistowskiej podpisał odezwę, witającą wkraczające do Polski oddziały Wehrmachtu. Szybko rozczarował się stosunkiem władz okupacyjnych w tzw. Kraju Warty do Kościoła, które nie tylko uniemożliwiły zjednoczenie z Kościołem w Rzeszy, to jeszcze w szybkim tempie wprowadziły w życie dyskryminujące ograniczenia prawne.
Jego pogrzeb na cmentarzu św. Łukasza był ostatnią masową niemiecką manifestacją w Poznaniu w latach II wojny światowej. Ks. Paul Blau pozostawił obfitą spuściznę pisarską w języku niemieckim, głównie teologiczną.